# Opsada Dubrovnika
Opsada Dubrovnika ili Obrana Dubrovnika skupni je naziv ratnih vojnih operacija koje su se tijekom Domovinskog rata, od rujna 1991. godine do konca rata u Hrvatskoj, odvijale na području nekadašnje općine Dubrovnik, od graničnog prijelaza Debeli Brijeg i Prevlake na istoku do Neuma i pelješkog mjesta Zamasline na zapadu, Čepikuća na sjeverozapadu, Osojnika u dubrovačkom zaleđu te graničnog prijelaza u Gornjem Brgatu na sjeveru općine. Ove operacije podrazumijevaju obranu od srpsko-crnogorske agresije na krajnji jug Hrvatske, obranu Dubrovnika za vrijeme opsade samog Grada, čišćenje dubrovačkog zaleđa i micanje neprijateljske vojske i topništva van domašaja za gađanje civilnih ciljeva u Dubrovniku i okolici. U Obranu Dubrovnika spadaju i operacije Čagalj, Tigar, Oslobođena zemlja, Vlaštica i Operacija Konavle.
Napad na ovaj dio Hrvatske izvele su kombinirane snage JNA, JRM i JRZ, potpomognute pripadnicima teritorijalne obrane Crne Gore, Istočne Hercegovine i četničkim dragovoljačkim postrojbama.

## Uvod
Dubrovnik je grad smješten na krajnjem jugu Hrvatske s dobro očuvanom povijesnom gradskom jezgrom koja je uvrštena na popis UNESCO-ove Svjetske baštine. Tijekom sedamdesetih godina 20. stoljeća Dubrovnik je postao jedan od rijetkih gradova u kojem nije bilo vojarni JNA. Tadašnje vlasti bivše države držale da vojarni i vojsci nije mjesto u gradu čija je glavna gospodarska grana bio turizam, tako je vojska 1971. godine napustila Dubrovnik, a bivša vojarna je pretvorena u skladišta trgovačkog poduzeća Budućnost (kasnije Dubrovkinja). Jedini vojnici koji su ostali u Dubrovniku bili su mornari male barkase JRM koji su otočke vojarne na Lastovu opskrbljivali hranom i vodom. U blizini Dubrovnika, u mjestu Kupari, postojao je kompleks hotela u sastavu Vojne ustanove Kupari kojom je upravljala JNA, no vojnici na službi u Kuparima uglavnom su bili ugostiteljsko osoblje, a VU je bila gotovo nenaoružana. Sve oružje TO Dubrovnik bilo je pohranjeno u vojnim skladištima u selu Duži kod Trebinja, a vojni obveznici (rezervisti) iz Dubrovnika su na vojne vježbe odlazili na vojni poligon Grab iznad Trebinja ili u blizinu mjesta Ivanice, tada u trebinjskoj općini. Početkom rata u Hrvatskoj Dubrovnik je bio pošteđen napada, a tome je doprinijela činjenica da je Dubrovnik bio demilitariziran grad.
Osamostaljenjem Hrvatske, dubrovački Srbi, izjavljujući da im je ugrožena opstojnost, odlučili su osnovati ogranak Srpske demokratske stranke pa su organizirali osnivački skup i mitnig podrške u naselju Ivanici. Na tom skupu su bili nazočni Radovan Karadžić, Božidar Vučurević, Jovan Rašković, Novak Kilibarda, Jovan Pejović i ostali srpski političari iz vrha stranke. U svojim govorima jasno su iskazivali mogućnost vojnih operacija kojim bi od Dubrovnika napravili samostalnu novu Dubrovačku Republiku, koja bi bila pod patronatom nove Velike Srbije. Mještani srpskih naselja u istočnoj Hercegovini su naoružavani.
Istovremeno se u Crnoj Gori vodila, uz potporu vlasti, huškačka ratna kampanja "Rat za mir" zastrašivanjem tamošnjeg stanovništa lažnim informacijama da se u okolici Dubrovnika skuplja silna vojska koja ima više od 30.000 ustaša i stranih plaćenika, a koja za cilj ima napad na Crnu Goru i osvajanje Boke kotorske.
Geostrateški položaj tadašnje općine Dubrovnik je bio jako nezahvalan i težak za organizaciju obrane grada i kopnenog dijela općine. Kako su kopneni susjedi Hrvatske Bosna i Hercegovina i Crna Gora 1991. još uvijek bili dio SFRJ, Dubrovnik i cijela dubrovačka općina su bili fizički odvojeni od Hrvatske, a na pojedinim mjestima je udaljenost od granice sa susjednom BiH do obalne crte bila manja od dvjestotinjak metara što je još više otežavalo organizaciju obrane Grada.
Ovako nezahvalan položaj Dubrovnika išao je na ruku okupatorskoj vojsci, pa će cijelo kopneno područje općine uskoro biti potpuno okupirano i odsječeno od ostatka svijeta. U takvoj situaciji u slučaju neprijateljskog napada iz susjednih republika pomoć Dubrovniku mogla je dolaziti isključivo morskim putem.

## Suprotstavljene snage

### Snage obrane
Snage obrane Dubrovnika i okolnog područja su bile malobrojne, slabo naoružane lakim pješačkim oružjem, između ostalog i lovačkim puškama, te malim brojem topničkog naoružanja koje se sastojalo od 7 minobacača 82 mm, 2 minobacača 120 mm i dva topa "ZIS" 76 mm. Branitelji Dubrovnika su, osim ovog naoružanja, raspolagali i malim brojem ručnih bombi, dijelom improviziranih, a dijelom proizvedenih u nekadašnjoj dubrovačkoj tvornici ugljenografitnih proizvoda te protupješačkim minama usmjerenog djelovanja, popularnim Televizijama proizvedenim u istoj tvornici.
Snage obrane su uključivale samo jednu vojnu postrojbu, sastavljenu od dvije satnije iz kojih će početkom 1992. godine nastati 163. brigada HV. Ta je postrojba bila sastavljena većinom od dragovoljaca te jedne manje satnije djelatnih pripadnika ZNG. Uz dragovoljce i pripadnike ZNG-a, snage obrane su uključivale pripadnike dubrovačke temeljne, prometne i specijalne policije. Početkom opće agresije na područje Općine Dubrovnik 1. listopada 1991. godine snage obrane su imale 410 naoružanih branitelja i 70 ljudi u pričuvi. Početkom studenoga 1991. godine u Dubrovnik je kao pojačanje stigla jedna satnija sastavljena od tri voda IX. bojne HOS-a u sastavu 4. brigade ZNG-a koja je u Dubrovniku ostala do konca prosinca 1991. godine.
Koncem studenoga 1991. godine u Dubrovnik je gliserima Odreda naoružanih brodova stigla grupa branitelja iz Sinja. Ova grupa je bila jačine ojačanog voda, sastavljena od četiri desetine, ili 32 pripadnika 2. bojne 4. gardijske brigade, te 7 pripadnika HOS-a. Dio Sinjana je raspoređen na obrambeni položaj u naselju Sustjepanu, a dio na položaj u naselje Nuncijatu. Nakon pogibije dvojice te ranjavanja sedmorice branitelja iz Sinja za vrijeme najžešćeg napada na Sustjepan 6. prosinca 1991., ovaj vod napušta Dubrovnik 23. i 24. prosinca 1991. godine.

#### Snage obrane Dubrovnika tijekom studenoga 1991.
- 7. studenoga 1991. godine brojno stanje obrane Dubrovnika je bilo:[5]

Tijekom studenoga 1991. godine Dubrovnik je branilo najviše 962 branitelja. Taj broj je zbog ranjavanja i pogibija bio u stalnom opadanju.

#### Snage obrane Dubrovnika tijekom prosinca 1991.
- Brojno stanje na dan 1. prosinca 1991. godine iznosi 881 branitelj naoružan sljedećim naoružanjem:[4]

#### Zapovjedništvo obrane Dubrovnika
Zapovjednik obrane Dubrovnika bio je general Nojko Marinović koji je prije toga obnašao dužnost zapovjednika trebinjskog garnizona, ali je početkom rata u Hrvatskoj kao Hrvat prešao na hrvatsku stranu. Prilikom bijega iz Trebinja, u selu Duži mu je bila postavljena zasjeda s ciljem da ga se likvidira.
Zapovjednik 1. satnije bio je pukovnik Eduard Čengija dok je zapovjednik 2. satnije bio pukovnik Krešo Klarić. Iz ove dvije satnije kasnije će biti ustrojena 163. brigada HV, a satnije će prerasti u bojne. Zapovjednik postrojbe koje su činile ove dvije satnije a koja će kasnije prerasti u 163. brigadu Hrvatske vojske bio je prebjeg iz JNA pukovnik Ivan Varenina.

### Okupatorske snage
Nasuprot snagama obrane Dubrovnika, neprijateljska vojska je bila sastavljena od postrojbi koje su bile u sastavu nekoliko korpusa JNA i JRM: 
- 2. Titogradski (podgorički) korpus,
- Mostarski korpus,
- 37. Užički korpus,
- 472. motorizirano-tenkovska brigada iz Trebinja
- 9. Vojnopomorski sektor JRM iz Kumbora.

Ove su postrojbe bile popunjavane i ojačavane pripadnicima crnogorske i Teritorijalne obrane grada Trebinja, te raznim četničkim dragovoljačkim postrojbama. Neprijatelj je napadao s oko 30.000 vojnika naoružanih sa 100 tenkova, 50 oklopnih transportera, oko 120 komada topničkog oružja raznih vrsta i kalibra, oko 100 zrakoplova te nekoliko brodova topovnjača. Za koordinaciju napada na jug Republike Hrvatske ustrojena je 2. Operativna grupa neprijateljskih snaga s isturenim zapovjednim mjestom u Kifinom selu pored Trebinja. Za zapovjednika 2. OG je postavljen general potpukovnik Jevrem Cokić.

#### Zapovjedni lanac neprijateljske vojske
Zapovjednik JRM je bio admiral Mile Kandić, a zapovjednik 9. VPS Boka kapetan bojnog broda Krsto Đurović koji je 5. listopada 1991. godine poginuo u nerazjašnjenoj helikopterskoj nesreći. U istom helikopteru je bio i zapovjednik 2. OG Jevrem Cokić koji je teško ozlijeđen. Za zapovjednika 9. VPS, umjesto poginulog Krste Đurovića, imenovan je viceadmiral Miodrag Jokić, a načelnik štaba 9. VPS Boka je ostao kapetan bojnog broda Milan Zec. U isturenom zapovjednom mjestu 2. operativne grupe u Kifinom Selu, teško ozlijeđenog generala Cokića do 14. listopada 1991. mijenjao je general potpukovnik Mile Ružinovski, a njega je od tog dana naslijedio general potpukovnik Pavle Strugar.

## Cilj napada
Napad neprijateljskih snaga, koji je prema naznačenom roku trebao trajati od 2 do 3 dana, bio je predviđen u dvije faze. U prvoj je cilj bio izbiti na morsku obalu i presjeći Jadransku magistralu te na taj način prometno izolirati i blokirati Dubrovnik. U drugoj etapi je cilj bio potpuno razbiti, prisiliti na predaju i razoružati snage obrane Dubrovnika i biti u spremnosti za napadna djelovanja prema Zapadnoj Hercegovini.
Prometnom blokadom i opsadom Dubrovnika namjera je bila stvaranje protuteže blokiranim vojarnama u dubini Hrvatske te izbijanje neprijatelja na potez Ston - Pelješac. Osvajanje juga Hrvatske i doline Neretve trebala je biti priprema za daljnje napredovanje neprijateljske vojske prema Splitu.
Operacija blokade Dubrovnika bila je pomno planirana u vojnom kabinetu vojske Jugoslavije poznata pod kodnim imenom Ajkula. Sama operacija je dio velikog ratnog plana imena Ram, koji je JNA pokrenula nakon blokadâ armijskih vojarnâ po Hrvatskoj s ciljem presijecanja Hrvatske na tri dijela i okupacije dijelova Hrvatske gdje žive Srbi.

## Početak općeg napada
Tijekom rujna 1991. godine na Ivanici su se počele skupljati velike snage sastavljene od TO Istočne Hercegovine i brojnih dragovoljaca, koje su bile pod zapovjedništvom Božidara Vučurevića tadašnjeg predsjednika općine Trebinje. Uskoro su počele prve provokacije i puškaranja prema prvom hrvatskom pograničnom mjestu Gornjem Brgatu, a jednu je noć navođenom raketom tipa Maljutka pogođena jedna obiteljska kuća.
Dana 17. rujna 1991. godine JRM započinje potpunu pomorsku blokadu cjelokupnog dubrovačkog akvatorija.
U pograničnom području Konavala, poglavito u mjestu Vitaljina, pripadnici regularne vojske JNA i TO sastavljene od Crnogoraca, provokacijama su pokušavali izazvati reakciju malobrojnih pripadnika Hrvatske policije, no s hrvatske strane nije bilo odgovora. Nakon niza manjih provokacija, minobacačkim je napadom na Đuriniće i Vitaljinu 22. rujna 1991. godine iz Vitaljine je evakuirano stotinjak mještana. Od 26. rujna napadaji na Konavle i Župu dubrovačku se pojačavaju.
Dana 1. listopada 1991. godine u ranim jutarnjim satima krenuo je opći napad na područje općine Dubrovnik. Postrojbe JNA i TO Crne Gore, ove potonje sastavljene mahom od dragovoljaca, prešle su granicu na Debelom brijegu i krenule prema prvim pograničnim konavoskim naseljima. Postrojbe teritorijalne obrane Istočne Hercegovine i dijela hercegovačkog korpusa JNA stacioniranog u Trebinju, iz pravca Ivanice su krenule prema Gornjem Brgatu, te iz pravca sela Huma prema Osojniku. Istovremeno je jedan dio Hercegovačkog korpusa i dio Titogradskog korpusa krenuo preko bosanskohercegovačkog sela Ravno nastanjenog Hrvatima, u napad na selo Čepikuće s ciljem izbijanja u mjesto Slano i presijecanja cestovne komunikacije. Isto jutro su zrakoplovi Jugoslavenskog ratnog zrakoplovstva raketirali odašiljač na brdu Srđ te Dubrovnik doveli u komunikacijsku blokadu, a istog tog dana u Komolcu je uništeno postrojenje trafostanice i stanice za opskrbu Dubrovnika vodom, pa su stanovnici Dubrovnika već prvog dana napada ostali bez električne energije i vode. U napadu su sudjelovale snage 2. titogradskog korpusa, snage ratnoga zrakoplovstva na aerodromima u Mostaru i Titogradu (danas Podgorica) te 9. vojnopomorski sektor Kumbor Jugoslavenske ratne mornarice. Jedina veza Dubrovnika sa svijetom su radioamateri koji probijaju komunikacijsku blokadu.

### Tijek borbi

#### Čepikuće
Dana 1.listopada 1991. neprijatelj je motoriziranom kolonom s oko 600 vojnika iz pravca sela Ravno, s ciljem izbijanja na granicu Republike Hrvatske, krenuo prema Čepikućama. U zasjedi ih je dočekalo 45 pripadnika jedne satnije 116. brigade HV i naoružanih uglavnom lakim ručnim oružjem. Neprijatelju su naneseni znatni gubitci u ljudstvu, oružju i vojnoj opremi, nakon čega su bili primorani povući se u već okupirano selo Ravno. Obrana Čepikuća pod zapovjedništvom Mate Šarlije Daidže (pravim imenom Nijaz Batlak), na položajima je izdržala sve do 24. studenoga 1991. godine, kada je selo nakon žestokih i višednevnih bojeva osvojila JNA.

#### Slano
Motorizirana neprijateljska kolona snage oko 600 vojnika iz Ravnoga je kroz Zavalu napredovala prema Slanome. Otpor im je pružila skupina od 60-ak branitelja. Neprijatelj je u Slano izbio 5. listopada 1991., okupirao ga i porušio. Time je prekinuta cestovna komunikacija pa je jug Hrvatske presječen u dva dijela, a dubrovačka općina potpuno blokirana s kopna, mora i iz zraka.

#### Konavle i Župa dubrovačka
Neprijatelj je granicu na Debelom brijegu prešao 1. listopada 1991. godine, ali je tek 5. listopada iste godine zauzeo mjesto Radovčići. Nakon žestokog otpora malobrojnih i slabo naoružanih hrvatskih branitelja na Zvekovici, neprijatelj je 15. listopada 1991. opkolio, a već 16. listopada ušao i okupirao Cavtat. Nakon neprijateljskog desanta, 24. listopada okupirani su Kupari i Srebreno. Branitelji su još uvijek pružali otpor kod mjesta Gornjega Brgata, ali su padom posljednjih obrambenih položaja na Dupcu u Župi dubrovačkoj branitelji Brgata dovedeni u nepovoljan položaj, pa su se, zbog mogućnosti da ostanu u okruženju, povukli prema naselju Bosanki. Donji, Gornji Brgat i Dubac su okupirani 25. listopada. Početkom studenoga u naselju Bosanki, nakon žestokih borbi, poginula su sedmorica hrvatskih branitelja. Dio branitelja nalazio se na staroj austrijskoj ruševnoj utvrdi Strinčjera na sjeverozapadu brda Srđ, gdje je odoljevao žestokim napadima iz pravca sjevera, ali nakon pogibije desetorice hrvatskih branitelja, dijelom pristiglih iz Omiša i drugih krajeva Hrvatske, a dijelom Dubrovčana, Strinčjera pada u ruke neprijatelja, a preostali se branitelji povlače prema utvrdi Imperial gdje se utvrđuju i prelaze u fazu aktivne obrane. Dio branitelja utvrđuje položaj u hotelu Belvedere, najistočnijem slobodnom dijelu Dubrovnika.

#### Dubrovačko primorje i Rijeka dubrovačka
Neprijatelj je već prvog dana napada zauzeo Golubov kamen, stijenu iznad izvora rijeke Omble, čime je presjekao cestovnu komunikaciju Mokošica - Dubrovnik, pa se prijevoz i evakuacija stanovništva, branitelja i ranjenika obavljao oklopnjakom Majsan. 7. listopada 1991. godine, nakon pada jedne minobacačke granate ispaljene s neprijateljskog položaja, u Novoj Mokošici, pred samim ulazom u atomsko sklonište, poginula su devetorica stanovnika, policajaca i pripadnika Civilne zaštite, što je bio najveći pojedinačni masakr tijekom rata na dubrovačkom području. Nakon pada Slanog, uslijedila je okupacija Zatona i Orašca u koje je neprijatelj ušao 1. studenoga 1991. godine. Do 20. studenoga 1991., nedugo nakon pada Osojnika, okupirana su i najveća prigradska naselja Mokošica i Nova Mokošica te manja naselja Rožat, Komolac, Šumet i Čajkovići. Branitelji se povlače prema Dubrovniku i zauzimaju položaje u prvom zapadnom prigradskom naselju Sustjepan. Obranu Dubrovnika tijekom ovih napada, a i poslije za vrijeme opsade uvelike je pomagao zastavnik JNA Jovan Sredojević koji je u dogovoru s generalom Marinovićem ostao u JNA i Zapovjedništvu obrane Grada Dubrovnika na čelu s generalom Marinovićem dostavljao izuzetno važne informacije s rasporedom snaga JNA na okupiranom području, vojne karte s označenim minskim poljima i planove okupatorske vojske Hrvatskoj vojsci te brojne druge vrijedne informacije. Jovana Sredojevića su pripadnici JNA ubili 24. ožujka 1992. godine.

#### Opsada Dubrovnika
Padom posljednjih prigradskih naselja Dubrovnik je bio u potpunosti okružen neprijateljskom vojskom. Prva crta obrane je postavljena na potezu naselje Sustjepan (na zapadnom prilazu Gradu) – naselje Nuncijata – Jadranska magistrala (iznad naselja Gruž i Starog Grada) – utvrda Imperial na brdu Srđ – naselje Orkanski visovi – hotel Belvedere (na istočnom prilazu Gradu Dubrovniku). Malobrojni minobacači su raspoređeni u kampu Solitudo na Babinom kuku te Bogišićevom parku na Ilijinoj Glavici.
Opsada Dubrovnika nije prošla nezapaženo pa su uskoro u grad stigli promatrači međunarodne zajednice, koji su u nekoliko navrata posredovali u uspostavi primirja koje je JNA redovito prekidala novim napadima na Dubrovnik. Slike i snimke razaranja Dubrovnika vrlo brzo su obišle svijet. U opkoljenom gradu, koji je bio bez električne energije i vode, na prostoru ne većem od 10-ak km2, u zatočeništvu je ostalo oko 50.000 stanovnika i izbjeglica iz Dubrovačkog primorja, Rijeke dubrovačke, Župe i Konavala. Tijekom svih ovih napada i opsade Dubrovnika, neprijateljska vojska je bacala letke s pozivom na predaju i pružanje otpora braniteljima Dubrovnika.
Milan Milišić, pjesnik srpskog podrijetla, prva je žrtva napada na grad Dubrovnik. Poginuo je u svom stanu 5. listopada 1991. godine od krhotine četničke granate ispaljene s raketne topovnjače.
U napadima od 8. studenoga do 14. studenoga te 6. prosinca na uže gradsko područje je palo oko 5.000 topničkih projektila, poginulo je 53, a ranjeno više od 180 civila i branitelja. Dana 23. listopada 1991. godine, na Stari Grad su pale prve minobacačke granate 120 mm. Tom prilikom je uništen dio rive stare gradske luke te nekoliko kuća duž Straduna. Pogođene su palača Sponza, jezuitska crkva sv. Ignacija, zvonik franjevačkog samostana i crkve, gradski zvonik. 31. listopada konvojem Libertas u Dubrovnik stiže prva humanitarna pomoć.
Unatoč međunarodnim reakcijama, granatiranje Dubrovnika i pješački napadi na najisturenija mjesta obrane nastavljeni su istim intezitetom, a na blagdan svetoga Nikole 6. prosinca 1991. godine izvršen je napad koji će ostati upamćen kao najžešće razaranje stare gradske jezgre Dubrovnika koja je pod zaštitom UNESCO-a, u povijesti. Napad na sve crte obrane, koji je započeo u 05:50 sati, trajao je cijeli dan, a najžešći napadi i granatiranja bili su usmjereni na utvrdu Imperial, naselja Sustjepan i Nuncijatu i na hotel Belvedere. Iako brojčano oko 20 puta slabiji, branitelji utvrde, kojih je toga dana na položaju bilo tridesetak nasuprot daleko bolje naoružanih pripadnika JNA i četnika dragovoljaca te potpore od oko 700 neprijateljskih vojnika tenkovskih, topničkih i raznih drugih postrojbi, u bliskim su borbama tijekom bitke za Srđ uspjeli odbiti sve napade. Nakon cjelodnevne borbe za utvrdu, po kojoj je u jednom trenutku zapucalo i topništvo obrane, jer su se četnici uspjeli popeti na utvrdu u kojoj su bili branitelji, negdje u poslijepodnevnim satima napad neprijatelja je uz njihove velike gubitke odbijen. Samo na Stari Grad palo je preko 2.000 granata, iako su gradske zidine i ostali spomenici nulte kategorije bili propisno obilježeni bijelim barjacima UNESCO-a.
JRM je tukla hotele s izbjeglicama na način da je brodovima prilazila obali Lapada i mitraljirala hotele u kojima su bili smješteni izbjeglice iz Konavala. Evidentni su napadi JRM na hotel Belvedere, JRM je patrolirala cijelim područjem oko Grada po Koločepskom kanalu do Slanoga i pucala na sve ciljeve koji su se kretali cestom. Prilikom gašenja požara u hotelu Libertas, koji je bio pretrpan izbjeglicama, poginula su trojica vatrogasaca. Poginulo je četrnaest civila, a 52 ih je bilo ranjeno. Poginulo je i pet branitelja, od čega četvorica u Sustjepanu koji je cijeli dan bio pod udarom topništva i pješaštva JNA. Taj je dan označio prekretnicu u ratu oko Dubrovnika. Moral branitelja je značajno porastao, a neprijatelj je shvatio da osvajanje Dubrovnika neće ići onako lako kako je zamislio.
Tog najtežeg dana 6. prosinca 1991. godine Dubrovnik su na prvim crtama obrane branila i obranila točno 163 branitelja, po čemu će dubrovačka 163. brigada HV kasnije dobiti svoju oznaku 163.
Za vrijeme opsade, jedina veza Dubrovnika sa svijetom održavana je brzim gliserima prvog mornaričkog odreda Republike Hrvatske. Gliserima su dopremani hrana, lijekovi, pješačko naoružanje i streljivo.
Početkom 1992. godine sve do konca svibnja iste godine, neprijateljska vojska je u više navrata pokušala probiti crte obrane, poglavito na najtežem i najslabije utvrđenom obrambenom položaju u naselju Sustjepan, ali je svaki napad uz neprijateljske gubitke uspješno odbijen. Nakon jednog od takvih napada koji se dogodio 11. veljače 1992. Sustjepan je po prvi put tijekom rata 12. veljače 1992. godine posjetila i grupa promatrača, ali i mornarički kapetan JRM Sofronije Jeremić.

#### Završne operacije
Nakon pritiska međunarodne zajednice i početka akcije za deblokadu Dubrovnika, JNA i ostale neprijateljske postrojbe 26. svibnja 1992. godine napuštaju sjeverozapadni dio dubrovačke općine te se premještaju unutar granica Bosne i Hercegovine, zauzimajući sve dominantne kote i visove u neposrednoj blizini hrvatske granice. Zauzimanjem tih kota i visova, poglavito Golubovog kamena i Vlaštice, neprijatelj je zadržao veliku prednost pred hrvatskim braniteljima i kontrolu nad Jadranskom turističkom cestom čime je Dubrovnik još uvijek bio pod djelomičnom kopnenom blokadom. Veći dio regularnih postrojbi JNA se povlači iz dubrovačkog zaleđa, ali se izuzetno dobro naoružani pripadnici TO istočne Hercegovine ukopavaju i utvrđuju svoje položaje. Dubrovnik je još uvijek bio pod kopnenom blokadom jer je neprijateljska vojska s Golubovog kamena otvarala vatru po svakom vozilu koje se kretalo cestom prema Mokošici i Splitu.
Za zapovjednika Južnog bojišta postavljen je general Janko Bobetko koji je uspostavom novog zapovjedništva krenuo s akcijama čišćenja dubrovačkog zaleđa i potpune deblokade šireg područja oko Dubrovnika.
Tijekom Operacije Čagalj, kojoj je cilj bio osloboditi zapadne dijelove istočne Hercegovine, snage Hrvatskog vijeća obrane i Hrvatske vojske su izbile u područje Popova polja čime su stvoreni preduvjeti za daljnje akcije čišćenja dubrovačkog zaleđa.
Operacijom Tigar Hrvatska je vojska htjela ovladati zapadnim i sjevernim dijelom dubrovačkog zaleđa i potisnuti neprijatelja s Golubovog kamena te na taj način uspostaviti normalno odvijanje prometa Jadranskom turističkom cestom. Operacija je započela 4. srpnja 1992. godine, a uspješno je okončana krajem istog mjeseca. U operaciji su sudjelovale postrojbe: 1. gbr (Tigrovi), 4. gbr (Pauci), 2. gbr (Gromovi) i 163. dubrovačka brigada HV.
Operacija Oslobođena zemlja za cilj je imala zadržati položaje sjeverno od komunikacije Zavala - Osojnik.
Jedna od najtežih operacija Hrvatske vojske u dubrovačkom zaleđu je bila Operacija Vlaštica kojoj je cilj bio zauzeti dominantnu, 915 metara visoku kotu, s koje je neprijatelj imao kontrolu nad širim područjem Dubrovnika. S Vlaštice su neprijateljski izvidnici vršili navođenje neprijateljske topničke vatre. Akcija je započela 22. listopada 1992. godine a okončana je nekoliko dana poslije zauzimanjem Vlaštice, Ilijinog vrha i Buvavca te izbijanjem na potez Srnjak - Orah - Bobovište - kota Gradina, gdje je Hrvatska vojska prešla u aktivnu obranu i na tim položajima ostala do siječnja 1996. godine. U operaciji su sudjelovale postrojbe 4. gbr i 163. brigade HV.
Operacijom Konavle namjera Hrvatske vojske je bila očistiti i posljednja uporišta neprijateljske vojske u konavoskim brdima te izbiti na granice Republike Hrvatske prema Bosni i Hercegovini i Crnoj Gori.

## Antiratni prosvjedi u Crnoj Gori
Na Cetinju je 3. prosinca 1991. Liberalni savez Crne Gore organizirao antiratni prosvjed, na kojem je više od 10.000 Crnogoraca izrazilo žaljenje zbog napada na Dubrovnik i zatražilo oprost.
U Cetinju je 1. veljače 1992. godine opet u organizaciji Liberalnog saveza Crne Gore, na čijem je čelu bio crnogorski političar Slavko Perović, održan antiratni prosvjed koji je okupio nekoliko tisuća Cetinjana. Pjesmom "S Lovćena vila kliče oprosti nam Dubrovniče" i porukom odaslanom Slobodanu Miloševiću okupljeni su protestirali zbog sudjelovanja crnogorskih vojnika u napadima na Dubrovnik i njegovu okolicu.

## Posljedice
Grad i veći dio dubrovačke općine su pretrpjeli ogromne materijalne štete. U samom Dubrovniku su uništeni mnogi spomenici kulture nulte kategorije. Samo u jednom dvanaestsatnom napadu na staru gradsku jezgru teško je oštećeno oko 30% objekata. U Trstenom je zapaljen i gotovo u potpunosti uništen 490 godina stari arboretum. U potpunosti je uništeno 2.127 kuća, a 7.771 stanovnik je ostao bez krova nad glavom. Većina tih kuća je zapaljena i opljačkana. Opljačkana je i dubrovačka zračna luka u Čilipima. Šteta od razaranja je danas gotovo u potpunosti sanirana, a Crna Gora se obavezala isplatiti dio odštete za ratna razaranja, palež i pljačku.
Tijekom ratnih djelovanja u Dubrovniku, njegovoj okolici i prilikom čišćenja dubrovačkog zaleđa te aktivne obrane dosegnutih položaja poginula su 182 branitelja i 11 pripadnika Narodne zaštite iz Dubrovačko-neretvanske županije, 235 branitelja iz postrojbi pristiglih iz drugih krajeva Hrvatske, te 92 civila.
Brojni su branitelji i civili tijekom ratnih operacija zarobljeni i odvedeni u logore Bileća u BiH i Morinj u Crnoj Gori koji je u tu svrhu osnovan 3. listopada 1991. godine, gdje su ih svakodnevno tukli, zlostavljali i na razne druge načine mučili. Zbog ratnog zločina počinjenog u logoru Morinj, pred Višim sudom u Podogrici se sudi šestorici bivših vojnika i rezervista koji su sudjelovali u mučenjima ratnih zarobljenika.
Uz brojne poginule branitelje i civile te zatočene i nestale, razaranja gospodarskih objekata i dobara, crkava, groblja, uništavanje spomenika kulture nulte kategorije i izravnu i posrednu materijalnu štetu u iznosu od oko milijardu i pol eura, vojne operacije oko Dubrovnika bile su i pljačkaške, a 1991. i 1992. godine dosezale su ogromne razmjere. Organizirano se odnosilo sve što se moglo odnijeti. Odnošeni su televizori, videorekorderi, odjeća, obuća, posteljina, bijela tehnika, posuđe, poljoprivredni strojevi, automobili, razne umjetnine, između ostalih vrlo vrijedne slike Vlaha Bukovca i Milovana Stanića, a išlo se toliko daleko da su se sa zidova skidali električni prekidači, izbijale keramičke pločice, kade i wc školjke. Iz dubrovačke ACI marine odvezena je 51 jahta, dok ih je 171 potpuno uništeno. Iz zračne luke u Čilipima odenesena je sva vrlo vrijedna tehnika, rentgenski i uređaji kontrole leta, rasvjetna tijela za osvjetljavanje poletno-sletne staze, radiofarovi, agregati, vatrogasna vozila, radarski uređaji pa čak i pokretno stubište, a opljačkan je i aerodromski duty-free centar. S konavoske stočne farme mljekare Gruda odvedena je sva stoka. Iz Župe dubrovačke je odvezeno kompletno postorojenje velike tiskare Ivo Čubelić. U Kuparima je opustošeno svih šest hotela VU Kupari iz kojih je opljačkano sve do golih zidova. U Orašcu je u potpunosti opljačkan nov i potpuno opremljen hotelski kompleks "Dubrovački vrtovi sunca" iz kojega je uz sve ostalo odvezen i vrijedan pogon kotlovnice. Zbog ovih organiziranih pljački, u Sutorini pored Herceg Novog, u motelu Vinogradi, formiran je Sabirni centar za prihvat zaplijenjenih i oduzetih materijalnih sredstava iz ratnog plijena. Zapovijed o formiranju Sabirnog centra 28. prosinca 1991. godine potpisao je tadašnji zapovjednik Vojno-pomorskog sektora Boka, viceadmiral Miodrag Jokić.

## Optužnice i presude
- Na Međunarodnom sudu za ratne zločine, zbog zločina počinjenih tijekom napada na područje više Općine Dubrovnik, podignute su optužnice po zapovjednoj odgovornosti protiv četvorice zapovjednika JNA. Optuženi su Veljko Kadijević, Blagoje Adžić, Borisav Jović i Aleksandar Vasiljević. Podignuta je i optužnica protiv Slobodana Miloševića.[41]
- General Pavle Strugar je osuđen na jedinstvenu kaznu od osam godina zatvora zbog svoje uloge u granatiranju grada, čime je prekršio zakone i običaje ratovanja, te zbog svjesnog uništavanja i oštećivanja religijskih, karitativnih, odgojnih, umjetničkih i znanstvenih ustanova, povijesnih spomenika nulte kategorije, te umjetničkih i znanstvenih djela.[42] Ta je kazna nakon žalbenog postupka, a zbog zdravstvenog stanja osuđenika, smanjena na kaznu u trajanju od sedam i pol godina.[43] Nakon odsluženja dvije trećine kazne, general Strugar je prijevremeno pušten na slobodu.[44]
- Miodrag Jokić (zapovjednik 9. vojno-pomorskog sektora Boka) je osuđen na 7 godina zatvora.[45] Nakon odsluženja dvije trećine kazne pušten je na slobodu.[46]
- Vladimir Kovačević (zapovjednik trećeg bataljuna 472. Motorizirane brigade JNA iz Trebinja) optužen je zajedno sa Strugarom, ali je njegov slučaj zbog navodne procesne nesposobnosti zbog dijagnosticirane duševne bolesti prepušten srpskom pravosuđu.[47][48]
- Optužen je i Božidar Vučurević, ratni gradonačelnik Trebinja, predsjednik Srpske autonomne oblasti Hercegovine, predsjednik kriznog štaba i ratnog štaba općine Trebinje te predsjednik ratnog predsjedništva općine Trebinje. Županijsko državno odvjetništvo u Dubrovniku podiglo je optužnicu protiv Vučurevića zbog ratnog zločina protiv civilnog stanovništva dubrovačkog područja te uništavanja kulturnih i povijesnih spomenika između 1991. i 1995.[49] Božidar Vučurević, osim počinjenih zločina, ostat će upamćen i po izjavi:

- Županijsko državno odvjetništvo u Dubrovniku je 4. prosinca 2009. godine podiglo optužnicu protiv trojice zapovjednika 2. operativne grupe - generala Jevrema Cokića 1934., Mile Ružinovskog 1935. i Pavla Strugara 1933., zatim zapovjednika 9. Vojnopomorskog sektora admirala Miodraga Jokića 1935. i njegova zamjenika kapetana bojnog broda Milana Zeca 1943., zapovjednika 2. taktičke grupe generala B. Stankovića 1934., zapovjednika 472. motorizirane brigade potpukovnika O. Vičića 1944. i njegova zamjenika majora R. Komara 1951. Također su optuženi kapetan I. klase Vladimir Kovačević zvani Rambo 1961. zapovjednik 3. bataljuna 472. motorizirane brigade te poručnik bojnog broda Z. Gvozdenović 1958. zapovjednik raketne topovnjače broj 403.[50][51]
- Dana 15. svibnja 2010. godine Viši sud u Podgorici izrekao je (zasad nepravomoćne) presude za ratne zločine počinjene u logoru Morinj pokraj Kotora. Zlatko Tarle osuđen je na 1,5 godinu zatvora, Mlađan Govedarica na 2 godine, Ivo Gojnić na 2,5 godine, Boro Gligić na 3 godine, Špiro Lučić na 3,5 godine, a Ivo Menzalin, koji je u bijegu, na 4 godine zatvora. Osuđeni su prema optužnici da su kao djelatni i pričuvni pripadnici bivše JNA počinili ratni zločin protiv civila i ratnih zarobljenika s dubrovačkog područja.[52] No, Žalbeni (prizivni) sud Crne Gore je 7. prosinca 2010. ukinuo presude i predmet je vraćen na prvostupanjski postupak pred Višim sudom.[53]

## "Obilježavanje ratnih žrtava" u Trebinju, 2019.
Godine 2019. u Trebinju je otvorena spomen soba vezana uz ratna djelovanja koja su iz tog dijela današnje Republike Srpske izvođena protiv Dubrovnika i njegove obrane. Prve svoje žrtve Trebinje broji s danom 1. listopada 1991. godine, kada je s njegovog područja pokrenut opći napad preko granice Republike Hrvatske, radi zauzimanja dubrovačkog područja. Ukupno se broji 285 poginulih pripadnika Trebinjske brigade, tijekom rata 1991. – 1995.
Načelnik Općine Konavle Božo Lasić je povodom otvaranja spomen sobe u Trebinju komentirao, da nije dobro prešućivati činjenicu da je agresija krenula iz Trebinja prema Republici Hrvatskoj.

## Vanjske poveznice
- Snimke granatiranja
- Zapisi svjedoka pljačke  Arhivirana inačica izvorne stranice od 23. kolovoza 2010. (Wayback Machine)
- Rat za mir - 10 godina prerano
- Obrana Dubrovnika od agresora 6. prosinca 1991.g. na dan sv. Nikole  Arhivirana inačica izvorne stranice od 27. prosinca 2010. (Wayback Machine)
- Optužnica P. Strugar i V. Kovačević - Uključuje popis oštećenih vjerskih, 
umjetničkih i edukacijskih zgrada i spomenika u UNESCO zaštićenom starom gradu
- Publikacija "Dubrovnik: rat za mir" o opsadi Dubrovnika 1991. godine u izdanju Helsinškog 
odbora za ljudska prava u Srbiji
- Izvještaj Ujedinjenih naroda o bitci  Arhivirana inačica izvorne stranice od 29. listopada 2013. (Wayback Machine) (Engleski)
- Hrvatski institut za povijest 1/2003. Jakša Raguž: Osnivački skup SDS-a za Dubrovnik - 
otvorena najava agresije na dubrovačko područje[neaktivna poveznica]
- Opsada Dubrovnika – rat za mir  Arhivirana inačica izvorne stranice od 1. listopada 2009. (Wayback Machine)
- DROL - Istina o Jovanu Sredojeviću
- Nikola Devčić: Bitka za Srđ i herojska obrana   Arhivirana inačica izvorne stranice od 7. lipnja 2015. (Wayback Machine), Udruga Urbana desnica, 6. prosinca 2014.
- Večernji list: Nekad ugledne beogradske novine "Politika" ponovno svojataju Dubrovnik, tridesetak godina nakon što su velikosrpske nakaze granatirale i rušile hrvatski turistički i kulturni biser, što čak ni Turci nikad nisu radili